# Mot Dag
Mot Dag var en norsk socialistisk grupp och tidskrift, grundad 1921 i Oslo av Erling Falk.
Gruppens program och verksamhet präglades övervägande av Falks ideologi, en blandning av syndikalism och marxism. Mot Dag spelade en stor roll under 1920-talets strider inom Arbeiderpartiet; gruppen stödde 1923 Martin Tranmæl och partimajoriteten vid utträdet ur Komintern, men uteslöts ur partiet 1925. 1926 anslöt sig gruppen till Norges Kommunistiske Parti, i ett försök att skapa ett samlingsparti för arbetarklassen till vänster om Arbeiderpartiet, men detta rann ut i sanden och man bröt med Norges Kommunistiske Parti efter två år. Mot Dag var därefter partipolitiskt oberoende från 1929 till 1936, då gruppen upphörde och majoriteten av dess medlemmar återinträdde i Arbeiderpartiet. 
Mot Dags anhängare var kända som motdagister. Många kända författare, intellektuella och senare ledande politiker var aktiva i gruppen; bland dessa kan nämnas filmregissören Olav Dalgard, författarna Odd Eidem, Sigurd Hoel, Helge Krog, Arnulf Øverland och Inger Hagerup, senare premiärministrarna Einar Gerhardsen, Oscar Torp och John Lyng samt Västtysklands senare förbundskansler Willy Brandt, som vistades i Norge från 1933, på flykt undan den nazistiska regimen i hemlandet.